# گدار

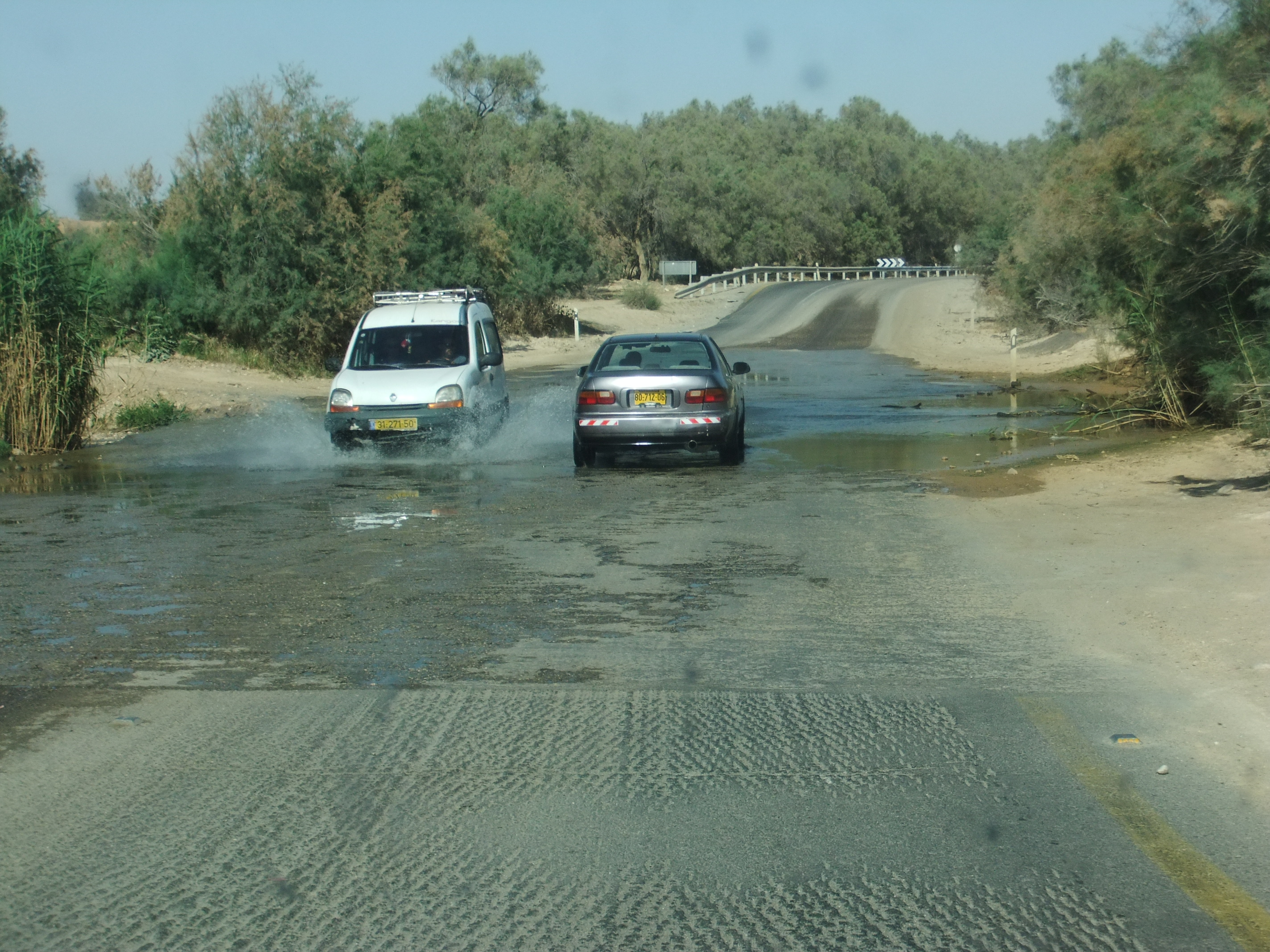
گدار موجب خیس شدن چرخهای خودرو می‌شود.

گدار یا آبنما (به انگلیسی: Ford (crossing)) به بخشی از سطح یک راه گفته می‌شود که دارای ارتفاع کمی است و آب از روی آن عبور می‌کند. گدار به‌طور طبیعی ایجاد می‌شود و حاصل عبور یک نهر یا جویبار از روی سطح جاده است.

## نگارخانه

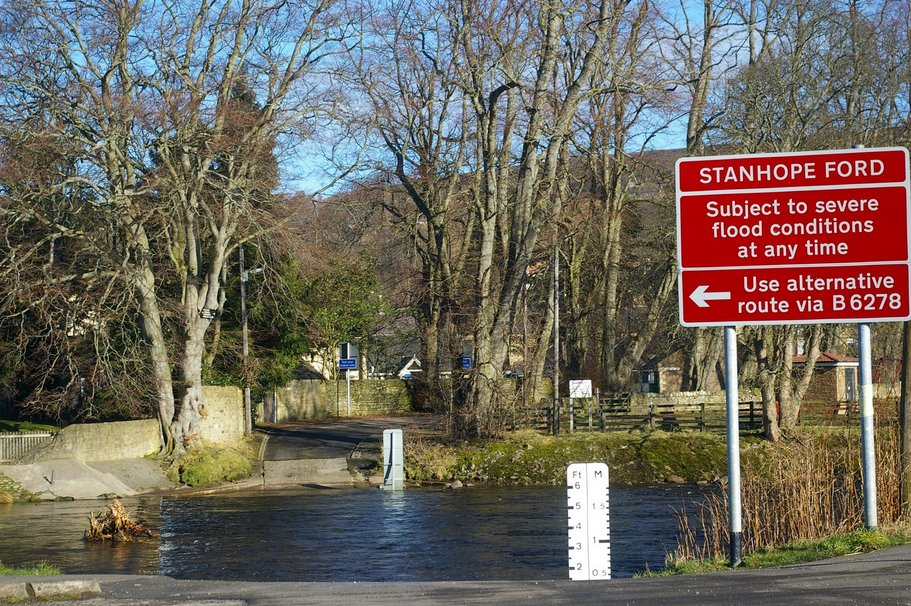
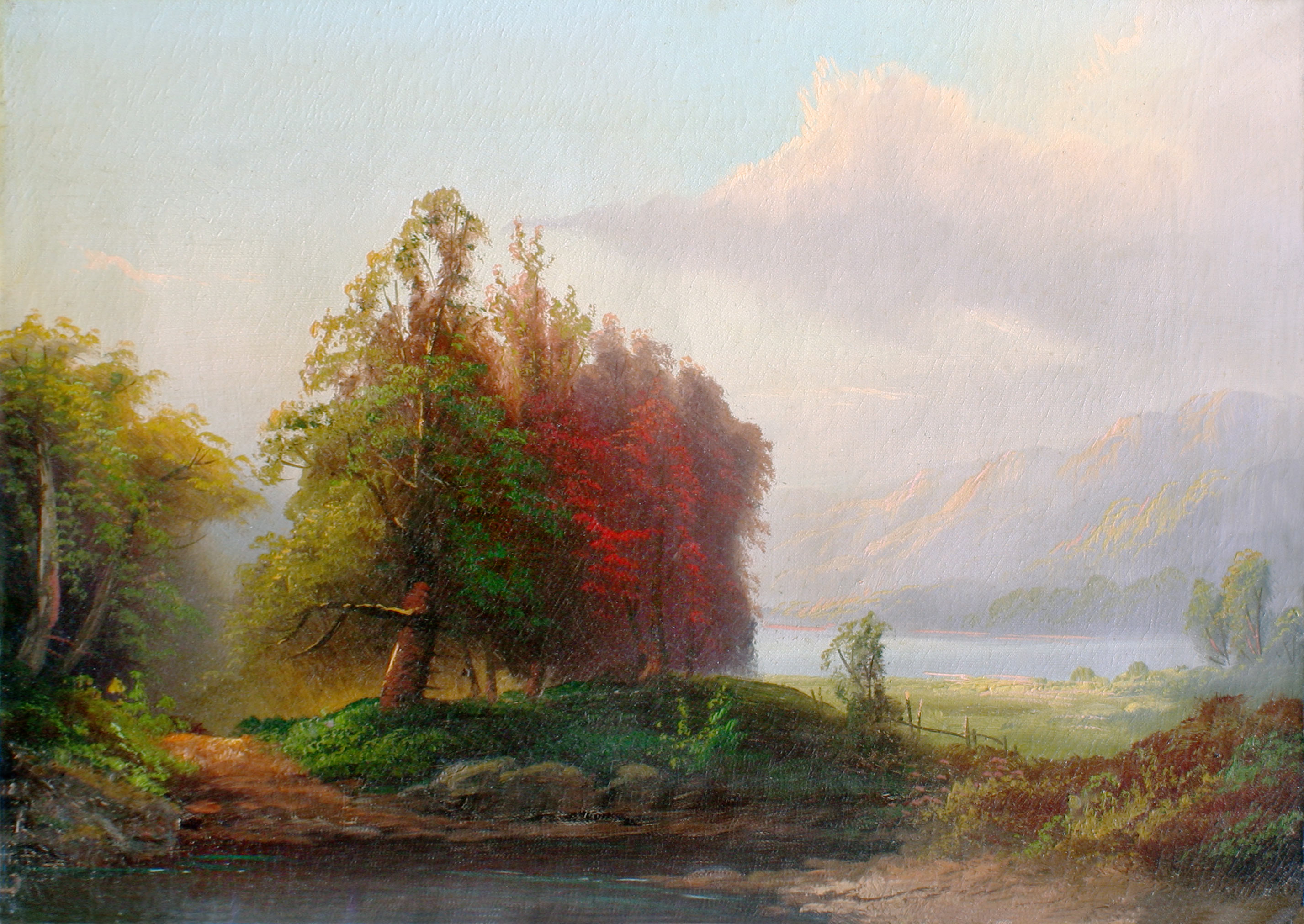
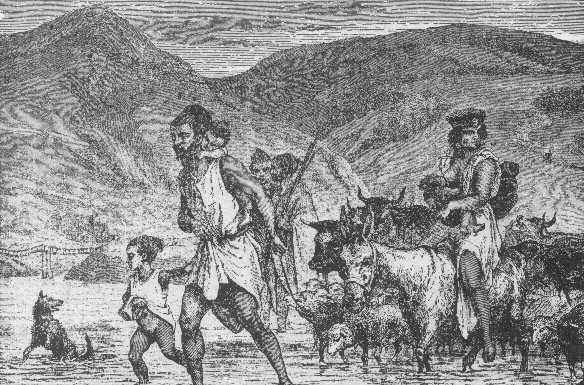
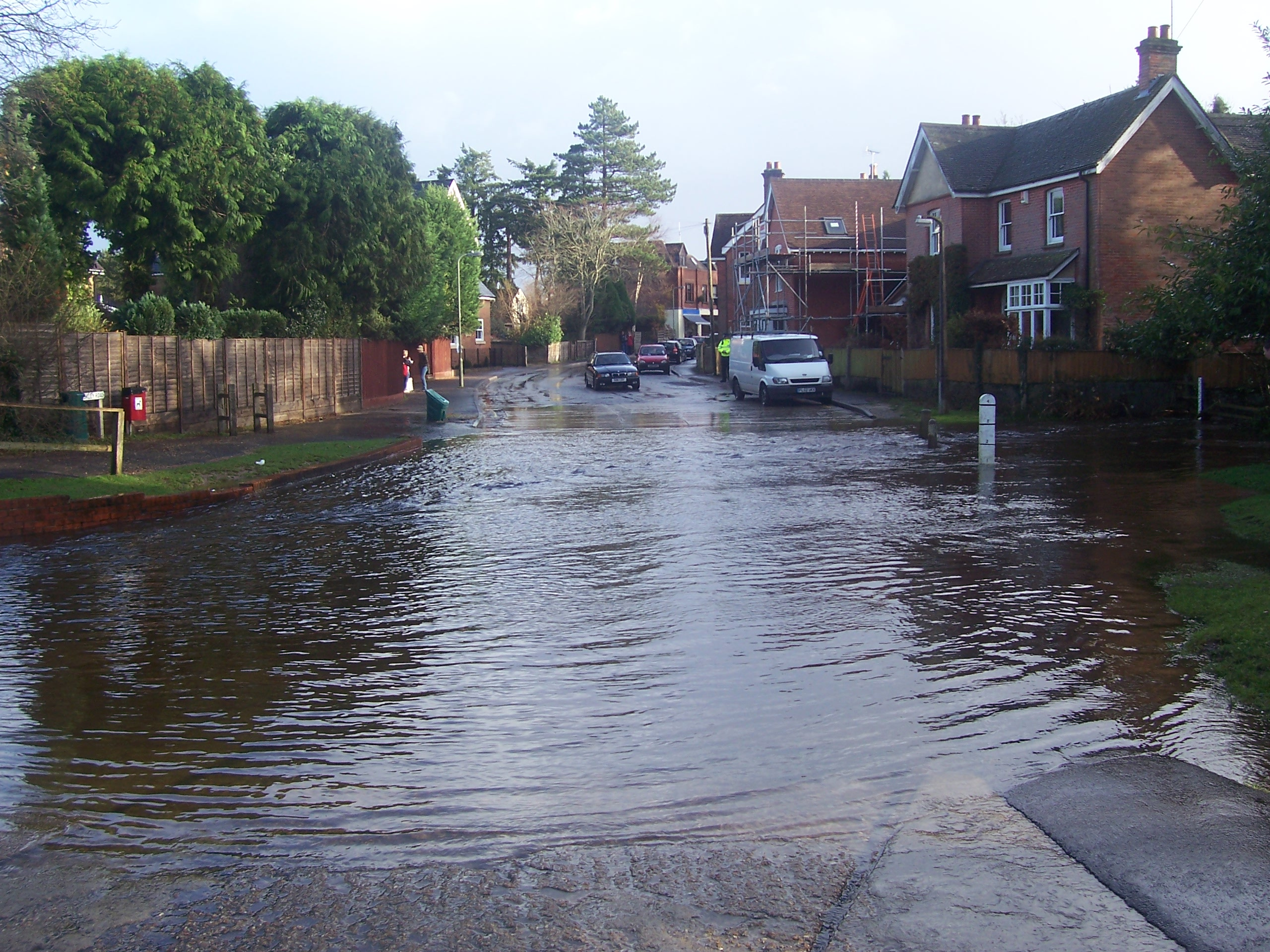
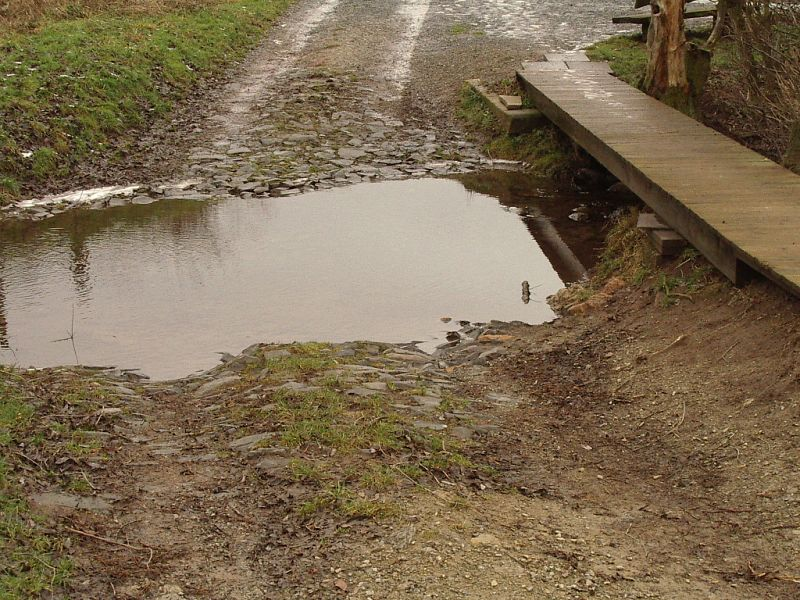
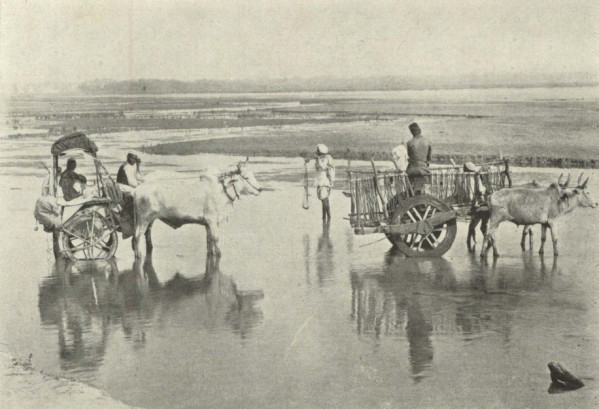